# Tetrablemma medioculatum
Tetrablemma medioculatum är en spindelart som beskrevs av O. Pickard-Cambridge 1873. Tetrablemma medioculatum ingår i släktet Tetrablemma och familjen Tetrablemmidae.
Artens utbredningsområde är Sri Lanka.

## Underarter
Arten delas in i följande underarter:
- T. m. cochinense
- T. m. gangeticum